# Fingerprint File
Fingerprint File är tionde och sista spåret på albumet It's Only Rock 'n Roll av Rolling Stones och utgavs 18 oktober 1974. Låten spelades in i november 1973 och i april-maj 1974 i Musicland Studios i München i forna Västtyskland och skrevs av Mick Jagger och Keith Richards, som här använder en wah-wah-pedal, vilket ger det karaktäristiska ekande soundet och låten klassas som en funkrocklåt.
Texten handlar om frustrationen av att vara övervakad av FBI (Federal Bureau of Investigation) och att du bör se upp med att prata i telefon, eftersom du inte vet vem som avlyssnar. "Fingerprint File / You get me down / You keep me running / You know my way around" (" Fingeravtrycksregistret / Du får mig nere / Du håller mig på flykten / Du vet var jag håller hus"),  lyder de inledande stroferna till den 6 minuter och 40 sekunder långa låten och refrängen lyder: "And there's some little jerk in the FBI / A keepin' papers on me six feet high / It gets me down..." ("Och det finns en viss liten tönt hos FBI / Som förvarar en hel hög papper om mig / Det gör mig nere...").

## Medverkande musiker
- Mick Jagger - sång, bakgrundssång och leadgitarr
- Keith Richards - elgitarr och bakgrundssång
- Mick Taylor - elgitarr, elbas, synthesizer och bakgrundssång
- Bill Wyman - synthesizer
- Charlie Watts - trummor
- Billy Preston - piano och clavinet
- Charlie Jolly - tabla

## Källa
- http://www.keno.org./stones_lyrics/fingerprintfile.html